# Chance (film 2020)
Chance è un film del 2020 diretto da John B. Crye ed interpretato da Matthew Modine.  Il film è basato sulla vera storia di Chance Smith, un adolescente dell'Ohio che si è tolto la vita.  È anche il debutto alla regia di Crye.

## Trama
Il film segue la vita di Chance Smith, stella del baseball giovanile di campagna. Dall'età di sei anni fino al tragico epilogo a sedici anni, seguiamo la sua dura lotta per trovare la felicità ed il successo.

## Produzione
Il film è stato girato nella Contea di Brown, in Ohio.

## Distribuzione
Il film originariamente doveva ricevere una limitata distribuzione nelle sale cinematografiche dell'Ohio e del Kentucky il 9 aprile 2020. Tuttavia, a causa della pandemia di COVID-19, il film è uscito ufficialmente il 22 maggio 2020 allo Starlite Drive In di Amelia, Ohio.